# Storsjön (Norbergs socken, Västmanland, 666733-151367)
Storsjön, även Andersbennings Storsjö, är en sjö i Norbergs kommun i Västmanland och ingår i Dalälvens huvudavrinningsområde. Sjön är 6,5 meter djup, har en yta på 0,843 kvadratkilometer och befinner sig 140,1 meter över havet.

## Delavrinningsområde
Storsjön ingår i det delavrinningsområde (666752-151228) som SMHI kallar för Inloppet i Lillsjön. Medelhöjden är 171 meter över havet och ytan är 20,07 kvadratkilometer. Det finns inga avrinningsområden uppströms utan avrinningsområdet är högsta punkten. Vattendraget som avvattnar avrinningsområdet har biflödesordning 2, vilket innebär att vattnet flödar genom totalt 2 vattendrag innan det når havet efter 134 kilometer. Avrinningsområdet består mestadels av skog (91 procent). Avrinningsområdet har 1,26 kvadratkilometer vattenytor vilket ger det en sjöprocent på 6,3 procent.